# Тикопись (селище при залізничній станції)
Тикопись (рос. Тикопись) — селище залізничної станції у Кінгісеппському районі Ленінградської області Російської Федерації.
Населення становить 57 осіб. Належить до муніципального утворення Опольєвське сільське поселення.

## Історія
Згідно із законом від 28 жовтня 2004 року № 81-оз належить до муніципального утворення Опольєвське сільське поселення.

## Населення
| 2007 | 2010 | 2017 |
| ---- | ---- | ---- |
| 54   | ↘39  | ↗57  |